# きっと忘れない
「きっと忘れない」（きっとわすれない）は、ZARDの10作目のシングル。

## 概要
- 2007年6月27日に東京で行なわれた音楽葬「ZARD・坂井泉水さんを偲ぶ会」の参列者に無料配布されたグリーティングカードに、歌詞の一部（坂井泉水の直筆の複写）が書かれている。
- 2009年に行われたフィルムコンサート「What a beautiful memory」では、オープニングを飾る第1曲として披露された。ライブ本編の1曲目が「揺れる想い」以外の曲で始まるのは初めてのことであった。
- 2007年8月15日に発売されたオフィシャルブックに、この曲のタイトルが使われた。

## 音楽性

### きっと忘れない
- 表題曲は松雪泰子主演のテレビドラマ『白鳥麗子でございます!』（第2シリーズ）のエンディングテーマに起用され[1]、曲名が最終話のサブタイトルに使用された。

## プロモーションビデオ
- 発売当初は静止画とレコーディングやジャケットのオフシーンを織り交ぜたショート映像しか公開されていなかったが、坂井の死後にフルで歌唱する映像が初公開された。

## 記録
- 本作は、前作から2か月という短い間隔での発売だったが、初週29.1万枚、累計87.2万枚を売り上げ（オリコン調べ）、ZARDの5番目のヒット曲となっている。
- オリコンでは年間チャートの集計締め切り間近の11月の発売であり、年をまたいでチャートインしたこともあって、1993年と翌1994年の年間チャートTOP100にランクインするロングセラーとなった。

## 収録曲
1. きっと忘れない
作詞：坂井泉水
作曲：織田哲郎
編曲：明石昌夫
1回目のサビの終わりあたりが微妙にシングルバージョンとはアレンジが異なる。
アカペラから始まって、サビの部分で盛り上がる。
この曲の仮題は「遠くはなれても」だった。
2. 黄昏にMy Lonely Heart
作詞：坂井泉水
作曲：栗林誠一郎
編曲：明石昌夫
3. きっと忘れない（オリジナルカラオケ）
4. 黄昏にMy Lonely Heart（オリジナルカラオケ）

## タイアップ
- フジテレビ系ドラマ『白鳥麗子でございます!』エンディングテーマ (#1)

## 楽曲の収録アルバム
- OH MY LOVE（#1、イントロが異なるバージョン）
- ZARD BEST The Single Collection 〜軌跡〜（#1）
- ZARD BLEND II 〜LEAF&SNOW〜（#2）
- Golden Best 〜15th Anniversary〜（#1）
- Soffio di vento 〜Best of IZUMI SAKAI Selection〜（#2）
- ZARD Single Collection 〜20TH ANNIVERSARY〜（#1,2）
- ZARD Forever Best 〜25th Anniversary〜（#1）